# Джайпур (округ)
Джайпу́р (хинди जयपुर जिला; англ. Jaipur) — округ в индийском штате Раджастхан. Разделён на 13 подокругов. Административным центром округа является крупнейший город и столица Раджастхана — Джайпур. Согласно всеиндийской переписи 2001 года население округа составляло 5 252 388 человек.